# Oostenrijk op de Olympische Winterspelen 2014

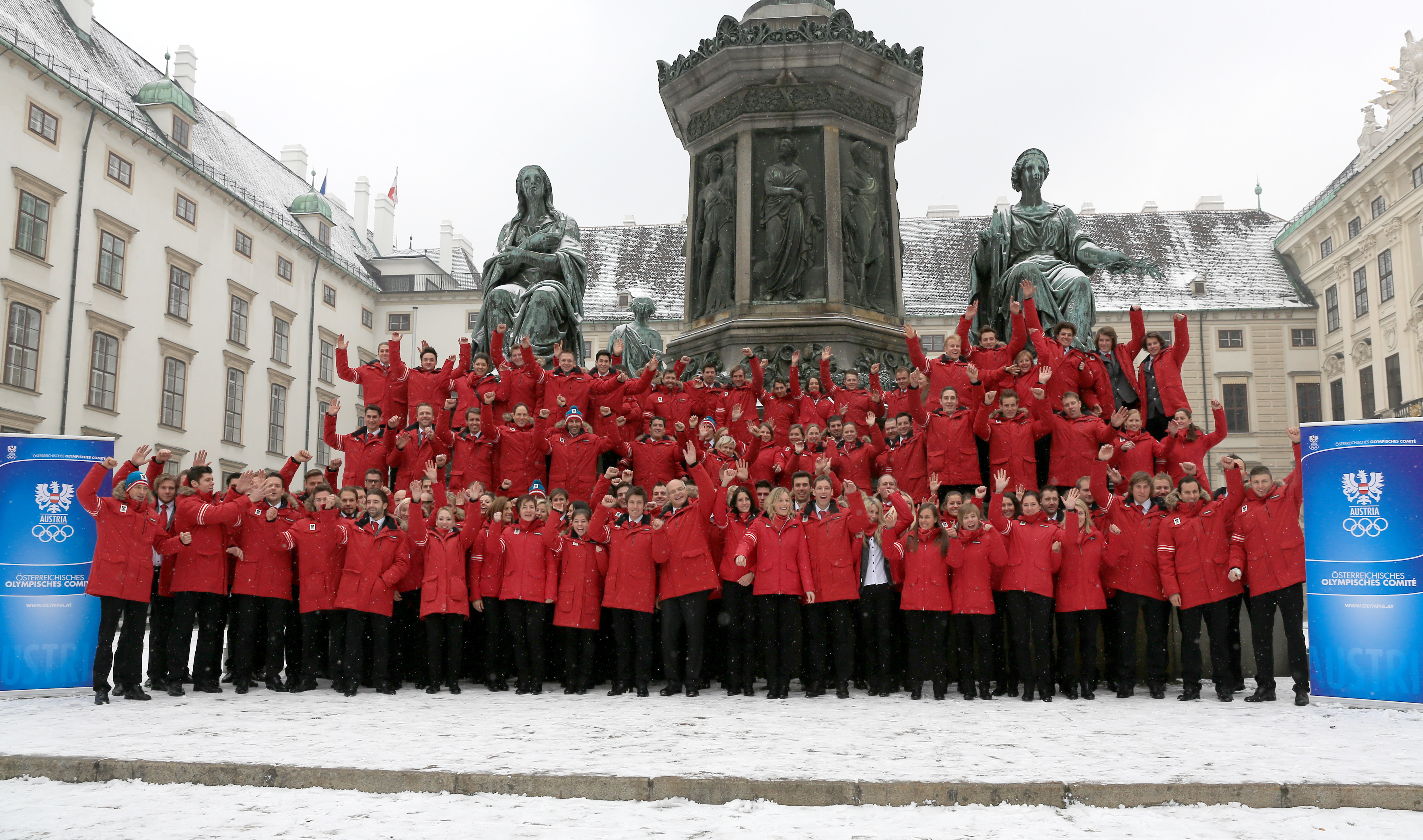
De Oostenrijkse deelnemers van de Olympische Winterspelen 2014

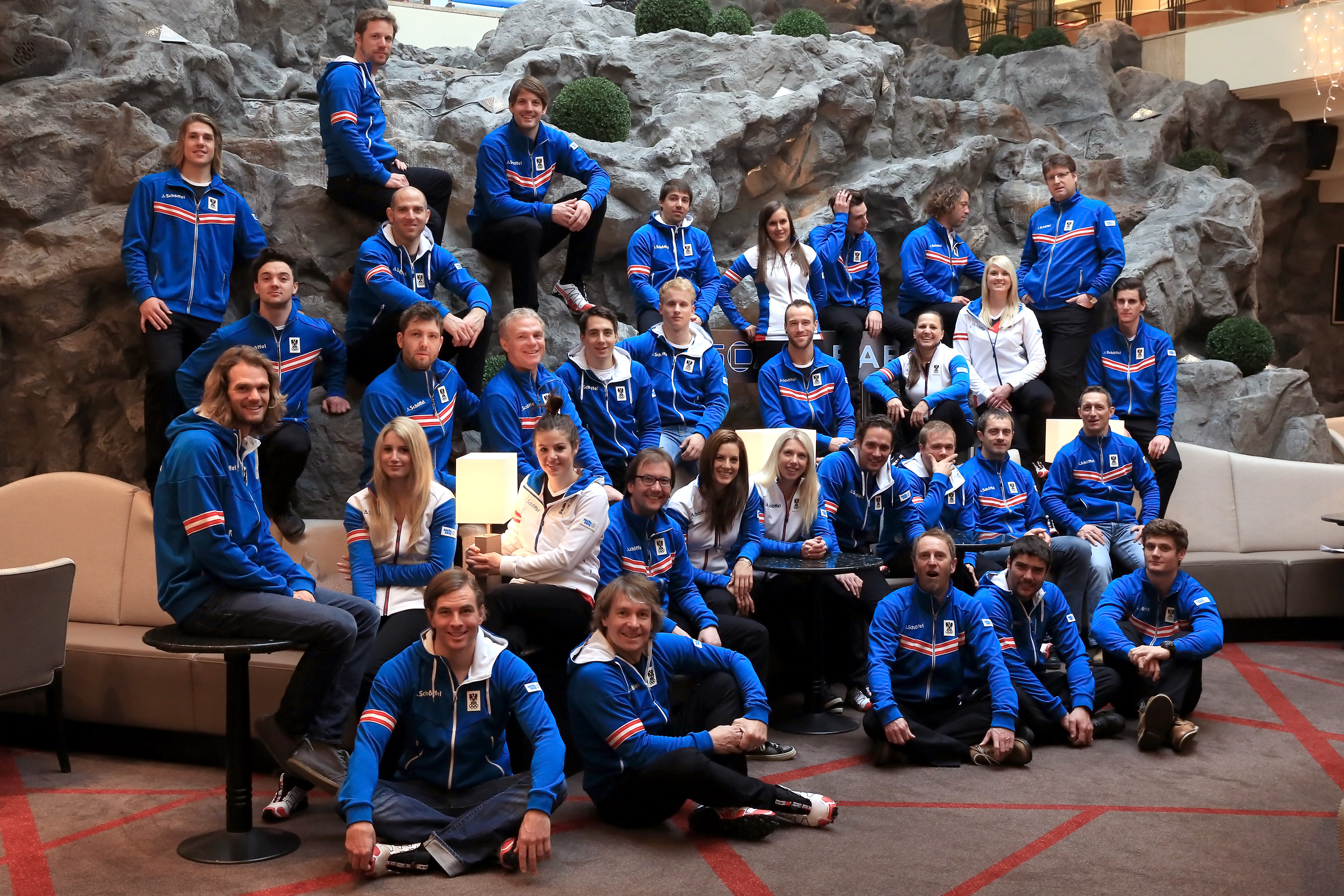
Het Oostenrijkse snowboardteam

Oostenrijk was een van de landen die deelnam aan de Olympische Winterspelen 2014 in Sotsji, Rusland.

## Medailleoverzicht
| Sport              | Olympiër                                                                 | Onderdeel              | Medaille |
| ------------------ | ------------------------------------------------------------------------ | ---------------------- | -------- |
| Alpineskiën        | Anna Fenninger                                                           | Super G (v)            | Goud     |
| Alpineskiën        | Matthias Mayer                                                           | Afdaling (m)           | Goud     |
| Alpineskiën        | Mario Matt                                                               | Slalom (m)             | Goud     |
| Snowboarden        | Julia Dujmovits                                                          | Parallelslalom (v)     | Goud     |
| Alpineskiën        | Nicole Hosp                                                              | Combinatie (v)         | Zilver   |
| Alpineskiën        | Anna Fenninger                                                           | Reuzenslalom (v)       | Zilver   |
| Alpineskiën        | Marlies Schild                                                           | Slalom (v)             | Zilver   |
| Alpineskiën        | Marcel Hirscher                                                          | Slalom (m)             | Zilver   |
| Biatlon            | Dominik Landertinger                                                     | Sprint (m)             | Zilver   |
| Rodelen            | Andreas Linger Wolfgang Linger                                           | Dubbels                | Zilver   |
| Schansspringen     | Daniela Iraschko-Stolz                                                   | Normale schans (v)     | Zilver   |
| Schansspringen     | Michael Hayböck Thomas Morgenstern Thomas Diethart Gregor Schlierenzauer | Team                   | Zilver   |
| Alpineskiën        | Nicole Hosp                                                              | Super G (v)            | Brons    |
| Alpineskiën        | Kathrin Zettel                                                           | Slalom (v)             | Brons    |
| Biatlon            | Christoph Sumann Daniel Mesotitsch Simon Eder Dominik Landertinger       | 4×7,5 km estafette (m) | Brons    |
| Noordse combinatie | Lukas Klapfer Christoph Bieler Bernhard Gruber Mario Stecher             | Team                   | Brons    |
| Snowboarden        | Benjamin Karl                                                            | Parallelslalom (m)     | Brons    |

## Deelnemers en resultaten
(m) = mannen, (v) = vrouwen 

### Alpineskiën
Mannen
| Olympiër            | Onderdeel    | Resultaat | Prestatie                                                           |
| ------------------- | ------------ | --------- | ------------------------------------------------------------------- |
| Romed Baumann       | Combinatie   | 14e       | afdaling: 1.55,36 (21e) slalom: 52,23 (9e) totaal: 2.47,59 (+2,39)  |
| Max Franz           | Combinatie   | DNF-2     | afdaling: 1.53,93 (5e) slalom: niet gefinisht                       |
| Max Franz           | Afdaling     | 9e        | 2.07,03 (+0,80)                                                     |
| Max Franz           | Super G      | 6e        | 1.18,74 (+0,60)                                                     |
| Reinfried Herbst    | Slalom       | DNF-1     | 1e run: niet gefinisht                                              |
| Marcel Hirscher     | Reuzenslalom | 4e        | 1e run: 1.22,47 (7e) 2e run: 1.23,76 (5e) totaal: 2.46,23 (+0,94)   |
| Marcel Hirscher     | Slalom       | Zilver    | 1e run: 47,98 (9e) 2e run: 54,14 (2e) totaal: 1.42,12 (+0,28)       |
| Klaus Kröll         | Afdaling     | 22e       | 2.08,50 (+2,27)                                                     |
| Mario Matt          | Slalom       | Goud      | 1e run: 46,70 (1e) 2e run: 55,14 (6e) totaal: 1.41,84               |
| Matthias Mayer      | Combinatie   | 13e       | afdaling: 1.53,61 (3e) slalom: 53,85 (20e) totaal: 2.47,46 (+2,26)  |
| Matthias Mayer      | Afdaling     | Goud      | 2.06,23                                                             |
| Matthias Mayer      | Reuzenslalom | 6e        | 1e run: 1.22,41 (4e) 2e run: 1.23,93 (9e) totaal: 2.46,34 (+1,05)   |
| Matthias Mayer      | Super G      | DNF       | niet gefinisht                                                      |
| Benjamin Raich      | Reuzenslalom | 7e        | 1e run: 1.22,67 (13e) 2e run: 1.23,68 (4e) totaal: 2.46,35 (+1,06)  |
| Benjamin Raich      | Slalom       | DNF-1     | 1e run: niet gefinisht                                              |
| Philipp Schörghofer | Reuzenslalom | 18e       | 1e run: 1.22,83 (15e) 2e run: 1.24,63 (20e) totaal: 2.47,46 (+2,17) |
| Georg Streitberger  | Afdaling     | 17e       | 2.07,86 (+1,63)                                                     |
| Georg Streitberger  | Super G      | 21e       | 1.19,77 (+1,63)                                                     |
| Otmar Striedinger   | Combinatie   | 21e       | afdaling: 1.55,48 (22e) slalom: 54,98 (21e) totaal: 2.50,46 (+5,26) |
| Otmar Striedinger   | Super G      | 5e        | 1.18,69 (+0,55)                                                     |

Vrouwen
| Olympiër             | Onderdeel    | Resultaat | Prestatie                                                           |
| -------------------- | ------------ | --------- | ------------------------------------------------------------------- |
| Anna Fenninger       | Combinatie   | 8e        | afdaling: 1.43,67 (4e) slalom: 52,77 (14e) totaal: 2.36,44 (+1,82)  |
| Anna Fenninger       | Afdaling     | DNF       | niet gefinisht                                                      |
| Anna Fenninger       | Reuzenslalom | Zilver    | 1e run: 1.18,73 (4e) 2e run: 1.18,21 (3e) totaal: 2.36,94 (+0,07)   |
| Anna Fenninger       | Super G      | Goud      | 1.25,52                                                             |
| Elisabeth Görgl      | Combinatie   | DNF-2     | afdaling: 1.43,89 (7e) slalom: niet gefinisht                       |
| Elisabeth Görgl      | Afdaling     | 16e       | 1.42,82 (+1,25)                                                     |
| Elisabeth Görgl      | Reuzenslalom | 11e       | 1e run: 1.19,84 (10e) 2e run: 1.19,80 (22e) totaal: 2.39,64 (+2,77) |
| Elisabeth Görgl      | Super G      | DNF       | niet gefinisht                                                      |
| Nicole Hosp          | Combinatie   | Zilver    | afdaling: 1.43,95 (8e) slalom: 51,07 (4e) totaal: 2.35,02 (+0,40)   |
| Nicole Hosp          | Afdaling     | 9e        | 1.42,62 (+1,05)                                                     |
| Nicole Hosp          | Super G      | Brons     | 1.26,18 (+0,66)                                                     |
| Cornelia Hütter      | Afdaling     | 24e       | 1.43,82 (+2,25)                                                     |
| Michaela Kirchgasser | Combinatie   | 7e        | afdaling: 1.45,72 (23e) slalom: 50,69 (2e) totaal: 2.36,41 (+1,79)  |
| Michaela Kirchgasser | Reuzenslalom | 12e       | 1e run: 1.20,39 (13e) 2e run: 1.19,42 (15e) totaal: 2.39,81 (+2,94) |
| Michaela Kirchgasser | Slalom       | DNF-2     | 1e run: 54,06 (9e) 2e run: niet gefinisht                           |
| Bernadette Schild    | Slalom       | DNF-2     | 1e run: 53,41 (4e) 2e run: niet gefinisht                           |
| Marlies Schild       | Slalom       | Zilver    | 1e run: 53,96 (6e) 2e run: 51,11 (1e) totaal: 1.45,07 (+0,53)       |
| Regina Sterz         | Super G      | 11e       | 1.27,52 (+2,00)                                                     |
| Kathrin Zettel       | Reuzenslalom | 19e       | 1e run: 1.21,60 (25e) 2e run: 1.18,73 (8e) totaal: 2.40,33 (+3,46)  |
| Kathrin Zettel       | Slalom       | Brons     | 1e run: 54,00 (7e) 2e run: 51,35 (2e) totaal: 1.45,35 (+0,81)       |

### Biatlon
Mannen
| Olympiër                                                           | Onderdeel     | Resultaat | Prestatie                         |
| ------------------------------------------------------------------ | ------------- | --------- | --------------------------------- |
| Simon Eder                                                         | Individueel   |           |                                   |
| Simon Eder                                                         | Sprint        | 7e        | 24.47,2 (+13,7) pen.: 0 (0 + 0)   |
| Simon Eder                                                         | Achtervolging |           |                                   |
| Simon Eder                                                         | Massastart    |           |                                   |
| Dominik Landertinger                                               | Individueel   |           |                                   |
| Dominik Landertinger                                               | Sprint        | Zilver    | 24.34,8 (+1,3) pen.: 0 (0 + 0)    |
| Dominik Landertinger                                               | Achtervolging |           |                                   |
| Dominik Landertinger                                               | Massastart    |           |                                   |
| Daniel Mesotitsch                                                  | Individueel   |           |                                   |
| Daniel Mesotitsch                                                  | Sprint        | 38e       | 26.06,6 (+1.33,1) pen.: 2 (0 + 2) |
| Daniel Mesotitsch                                                  | Achtervolging |           |                                   |
| Christoph Sumann                                                   | Individueel   |           |                                   |
| Christoph Sumann                                                   | Sprint        | 20e       | 25.25,5 (+52,0) pen.: 0 (0 + 0)   |
| Christoph Sumann                                                   | Achtervolging |           |                                   |
| Christoph Sumann                                                   | Massastart    |           |                                   |
| Christoph Sumann Daniel Mesotitsch Simon Eder Dominik Landertinger | Estafette     |           |                                   |

Vrouwen
| Olympiër             | Onderdeel     | Resultaat | Prestatie |
| -------------------- | ------------- | --------- | --------- |
| Lisa Theresa Hauser  | Individueel   |           |           |
| Lisa Theresa Hauser  | Sprint        |           |           |
| Lisa Theresa Hauser  | Achtervolging |           |           |
| Katharina Innerhofer | Individueel   |           |           |
| Katharina Innerhofer | Sprint        |           |           |

Gemengd
| Olympiër                                                                    | Onderdeel          | Resultaat | Prestatie |
| --------------------------------------------------------------------------- | ------------------ | --------- | --------- |
| Lisa Theresa Hauser Katharina Innerhofer Daniel Mesotitsch Friedrich Pinter | Gemengde estafette |           |           |

### Bobsleeën
| Olympiër                                                                  | Onderdeel    | Resultaat | Prestatie                                                                                               |
| ------------------------------------------------------------------------- | ------------ | --------- | --- |
| Benjamin Maier Markus Sammer                                              | Tweemans (m) |           | |
| Benjamin Maier Markus Sammer Stefan Withalm Angel Somov Sebastian Heufler | Viermans (m) |           | |
|                                                                           |              |           | |
| Christina Hengster Viola Kleiser Alexandra Tüchi                          | Tweemans (v) | 15e       | Totaal: 3.54,79 (+4,18) 1e run: 58,59 (14e) 2e run: 58,56 (14e) 3e run: 58,73 (13e) 4e run: 58,91 (15e) |

### Freestyleskiën
| Olympiër              | Onderdeel      | Resultaat | Prestatie |
| --------------------- | -------------- | --------- | --------- |
| Andreas Gohl          | Halfpipe (m)   |           |           |
| Marco Ladner          | Halfpipe (m)   |           |           |
| Patrick Koller        | Skicross (m)   |           |           |
| Andreas Matt          | Skicross (m)   |           |           |
| Christoph Wahrstötter | Skicross (m)   |           |           |
| Thomas Zangerl        | Skicross (m)   |           |           |
| Luca Tribondeau       | Slopestyle (m) |           |           |
|                       |                |           |           |
| Andrea Limbacher      | Skicross (v)   |           |           |
| Katrin Ofner          | Skicross (v)   |           |           |
| Christina Staudinger  | Skicross (v)   |           |           |
| Philomena Bair        | Slopestyle (v) |           |           |

### Kunstrijden
| Olympiër                      | Onderdeel | Resultaat | Prestatie                                        |
| ----------------------------- | --------- | --------- | ------------------------------------------------ |
| Viktor Pfeifer                | Mannen    | 26e       | 56.60 (korte kür: 56.60, vrije kür niet bereikt) |
| Kerstin Frank                 | Vrouwen   | 26e       | 48.00 (korte kür: 48.00, vrije kür niet bereikt) |
| Miriam Ziegler Severin Kiefer | Paren     | 17e       | 49.62 (korte kür: 49.62, vrije kür niet bereikt) |

### Langlaufen
Mannen
| Olympiër              | Onderdeel         | Resultaat | Prestatie |
| --------------------- | ----------------- | --------- | --------- |
| Johannes Dürr         | 30 km skiatlon    |           |           |
| Max Hauke             | Sprint            |           |           |
| Max Hauke             | 15 km klassiek    |           |           |
| Bernhard Tritscher    | Sprint            |           |           |
| Bernhard Tritscher    | 50 km vrije stijl |           |           |
| Harald Wurm           | Sprint            |           |           |
| Harald Wurm Max Hauke | Teamsprint        |           |           |

Vrouwen
| Olympiër                                                              | Onderdeel         | Resultaat | Prestatie |
| --------------------------------------------------------------------- | ----------------- | --------- | --------- |
| Veronika Mayerhofer                                                   | 10 km klassiek    |           |           |
| Nathalie Schwarz                                                      | Sprint            |           |           |
| Nathalie Schwarz                                                      | 10 km klassiek    |           |           |
| Katerina Smutna                                                       | 10 km klassiek    |           |           |
| Katerina Smutna                                                       | 15 km skiatlon    |           |           |
| Teresa Stadlober                                                      | 15 km skiatlon    |           |           |
| Teresa Stadlober                                                      | 30 km vrije stijl |           |           |
| Katerina Smutna Teresa Stadlober                                      | Teamsprint        |           |           |
| Katerina Smutna Nathalie Schwarz Teresa Stadlober Veronika Mayerhofer | Estafette         |           |           |

### Noordse combinatie
| Olympiër                                                     | Onderdeel                | Resultaat | Prestatie                                                                |
| ------------------------------------------------------------ | ------------------------ | --------- | ------------------------------------------------------------------------ |
| Christoph Bieler                                             | Gundersen normale schans | 11e       | schansspringen: 98,5 m - 121,9 p (11e; +0.38) langlaufen: 23.52,4 (13e)  |
| Christoph Bieler                                             | Gundersen grote schans   | 17e       | schansspringen: 125,5 m - 106,4 p (17e; +1.30) langlaufen: 23.03,9 (17e) |
| Wilhelm Denifl                                               | Gundersen normale schans | 19e       | schansspringen: 97,0 m - 117,6 p (16e; +0.56) langlaufen: 24.10,4 (24e)  |
| Bernhard Gruber                                              | Gundersen grote schans   | 5e        | schansspringen: 136,5 m - 123,4 p (3e; +0.22) langlaufen: 23.16,8 (24e)  |
| Lukas Klapfer                                                | Gundersen normale schans | 12e       | schansspringen: 99,0 m - 124,0 p (5e; +0.30) langlaufen: 24.24,5 (26e)   |
| Lukas Klapfer                                                | Gundersen grote schans   | 15e       | schansspringen: 127,5 m - 109,9 p (13e; +1.16) langlaufen: 23.03,7 (16e) |
| Mario Stecher                                                | Gundersen normale schans | 18e       | schansspringen: 95,5 m - 114,6 p (23e; +1.08) langlaufen: 23.54,8 (15e)  |
| Mario Stecher                                                | Gundersen grote schans   | 19e       | schansspringen: 124,5 m - 104,0 p (23e; +1.40) langlaufen: 23.04,1 (18e) |
| Christoph Bieler Bernhard Gruber Lukas Klapfer Mario Stecher | Landenwedstrijd          |           |                                                                          |

### Rodelen
| Olympiër                                                          | Onderdeel | Resultaat | Prestatie                                    |
| ----------------------------------------------------------------- | --------- | --------- | -------------------------------------------- |
| Reinhard Egger                                                    | Mannen    | 8e        | 3.29,506 (52,564 / 52,630 / 52,152 / 52,160) |
| Wolfgang Kindl                                                    | Mannen    | 9e        | 3.29,663 (52,586 / 52,714 / 52,145 / 52,218) |
| Daniel Pfister                                                    | Mannen    | 15e       | 3.30,276 (52,925 / 52,802 / 52,306 / 52,243) |
| Miriam Kastlunger                                                 | Vrouwen   | 17e       | 3.24,665 (51,622 / 50,795 / 51,139 / 51,109) |
| Birgit Platzer                                                    | Vrouwen   | 23e       | 3.26,576 (51,201 / 51,518 / 51,760 / 52,097) |
| Nina Reithmayer                                                   | Vrouwen   | 20e       | 3.25,156 (51,225 / 51,143 / 51,614 / 51,174) |
| Andreas Linger Wolfgang Linger                                    | Dubbels   | Zilver    | 1.39,455 (49,685, 49,770)                    |
| Georg Fischler Peter Penz                                         | Dubbels   | 19e       | 1.44,045 (49,793 / 54,252)                   |
| Miriam Kastlunger Wolfgang Kindl Andreas Linger / Wolfgang Linger | Estafette | 7e        | 2.48,477 (55,596 / 56,434 / 56,447)          |

### Schaatsen
| Olympiër        | Onderdeel  | Resultaat | Prestatie |
| --------------- | ---------- | --------- | --------- |
| Vanessa Bittner | 500 m (v)  | 27e       | 78,50     |
| Vanessa Bittner | 1000 m (v) | 24e       | 1.17,937  |
| Vanessa Bittner | 1500 m (v) | 34e       | 2.02,84   |
| Anna Rokita     | 3000 m (v) | 22e       | 4.16,43   |

### Schansspringen
| Olympiër                                                                 | Onderdeel          | Resultaat | Prestatie                                                                   |
| ------------------------------------------------------------------------ | ------------------ | --------- | --------------------------------------------------------------------------- |
| Thomas Diethart                                                          | Normale schans (m) | 4e        | finale: 258,3 ptn (99,0 m en 98,0 m)                                        |
| Thomas Diethart                                                          | Grote schans (m)   |           |                                                                             |
| Michael Hayböck                                                          | Normale schans (m) | 5e        | kwalificatie: 1e; 128,6 ptn (101,0 m) finale: 258,0 ptn (101,0 m en 98,5 m) |
| Michael Hayböck                                                          | Grote schans (m)   |           |                                                                             |
| Thomas Morgenstern                                                       | Normale schans (m) | 14e       | kwalificatie: 9e; 118,3 ptn (99,5 m) finale: 251,6 ptn (97,5 m en 101,0 m)  |
| Thomas Morgenstern                                                       | Grote schans (m)   |           |                                                                             |
| Gregor Schlierenzauer                                                    | Normale schans (m) | 11e       | finale: 253,3 ptn (96,0 m en 101,0 m)                                       |
| Gregor Schlierenzauer                                                    | Grote schans (m)   | 7e        | finale: 255,2 ptn (132,5 m en 130,5 m)                                      |
| Thomas Diethart Michael Hayböck Thomas Morgenstern Gregor Schlierenzauer | Team               |           |                                                                             |
|                                                                          |                    |           |                                                                             |
| Chiara Hölzl                                                             | Normale schans (v) |           |                                                                             |
| Daniela Iraschko-Stolz                                                   | Normale schans (v) |           |                                                                             |

### Shorttrack
| Olympiër          | Onderdeel  | Resultaat | Prestatie                                                        |
| ----------------- | ---------- | --------- | ---------------------------------------------------------------- |
| Veronika Windisch | 500 m (v)  | 21e       | series: 44,586 (3e)                                              |
| Veronika Windisch | 1000 m (v) | 15e       | series: 1.36,018 (2e) KF: 1.30,017 (5e)                          |
| Veronika Windisch | 1500 m (v) | 11e       | series: 2.23,042 (3e) HF: 2.23,241 (4e) B-finale: 2.26,296 (11e) |

### Skeleton
| Olympiër              | Onderdeel | Resultaat | Prestatie                               |
| --------------------- | --------- | --------- | --------------------------------------- |
| Matthias Guggenberger | Mannen    | 14e       | 3.49,00 (57,70 / 57,12 / 57,24 / 56,94) |
| Raphael Maier         | Mannen    | 19e       | 3.50,86 (57,83 / 57,51 / 57,95 / 57,57) |
|                       |           |           |                                         |
| Janine Flock          | Vrouwen   | 9e        | 3.56,03 (59,47 / 59,39 / 58,61 / 58,56) |

### Snowboarden
Mannen
| Olympiër                | Onderdeel            | Resultaat | Prestatie |
| ----------------------- | -------------------- | --------- | --------- |
| Benjamin Karl           | Parallelreuzenslalom |           |           |
| Benjamin Karl           | Parallelslalom       |           |           |
| Lukas Mathies           | Parallelreuzenslalom |           |           |
| Lukas Mathies           | Parallelslalom       |           |           |
| Andreas Prommegger      | Parallelreuzenslalom |           |           |
| Andreas Prommegger      | Parallelslalom       |           |           |
| Anton Unterkofler       | Parallelreuzenslalom |           |           |
| Anton Unterkofler       | Parallelslalom       |           |           |
| Hanno Douschan          | Snowboardcross       |           |           |
| Alessandro Hämmerle     | Snowboardcross       |           |           |
| Markus Schairer         | Snowboardcross       |           |           |
| Adrian Krainer          | Slopestyle           |           |           |
| Clemens Schattschneider | Slopestyle           |           |           |
| Mathias Weissenbacher   | Slopestyle           |           |           |

Vrouwen
| Olympiër        | Onderdeel            | Resultaat | Prestatie |
| --------------- | -------------------- | --------- | --------- |
| Julia Dujmovits | Parallelreuzenslalom |           |           |
| Julia Dujmovits | Parallelslalom       |           |           |
| Marion Kreiner  | Parallelreuzenslalom |           |           |
| Marion Kreiner  | Parallelslalom       |           |           |
| Ina Meschik     | Parallelreuzenslalom |           |           |
| Ina Meschik     | Parallelslalom       |           |           |
| Claudia Riegler | Parallelreuzenslalom |           |           |
| Claudia Riegler | Parallelslalom       |           |           |
| Susanne Moll    | Snowboardcross       |           |           |
| Maria Ramberger | Snowboardcross       |           |           |
| Anna Gasser     | Slopestyle           |           |           |

### IJshockey
| Olympiër | Onderdeel | Resultaat | Prestatie                                                                     |
| --- | --------- | --------- | ----------------------------------------------------------------------------- |
| Mathias Lange Bernhard Starkbaum Rene Swette Gerhard Unterluggauer Stefan Ulmer Thomas Pock Mario Altmann Florian Iberer Matthias Trattnig Robert Lukas Andre Lakos Thomas Raffl Daniel Oberkofler Michael Raffl Andreas Nodl Manuel Latusa Thomas Koch Daniel Welser Matthias Iberer Thomas Vanek Thomas Hundertpfund Michael Grabner Brian Lebler Raphael Herburger Oliver Setzinger | Mannen    | 10e       | Groep B: 4 - 8 Finland 0 - 6 Canada 3 - 1 Noorwegen Play-offs: 0 - 4 Slovenië |